# Art nabatéen

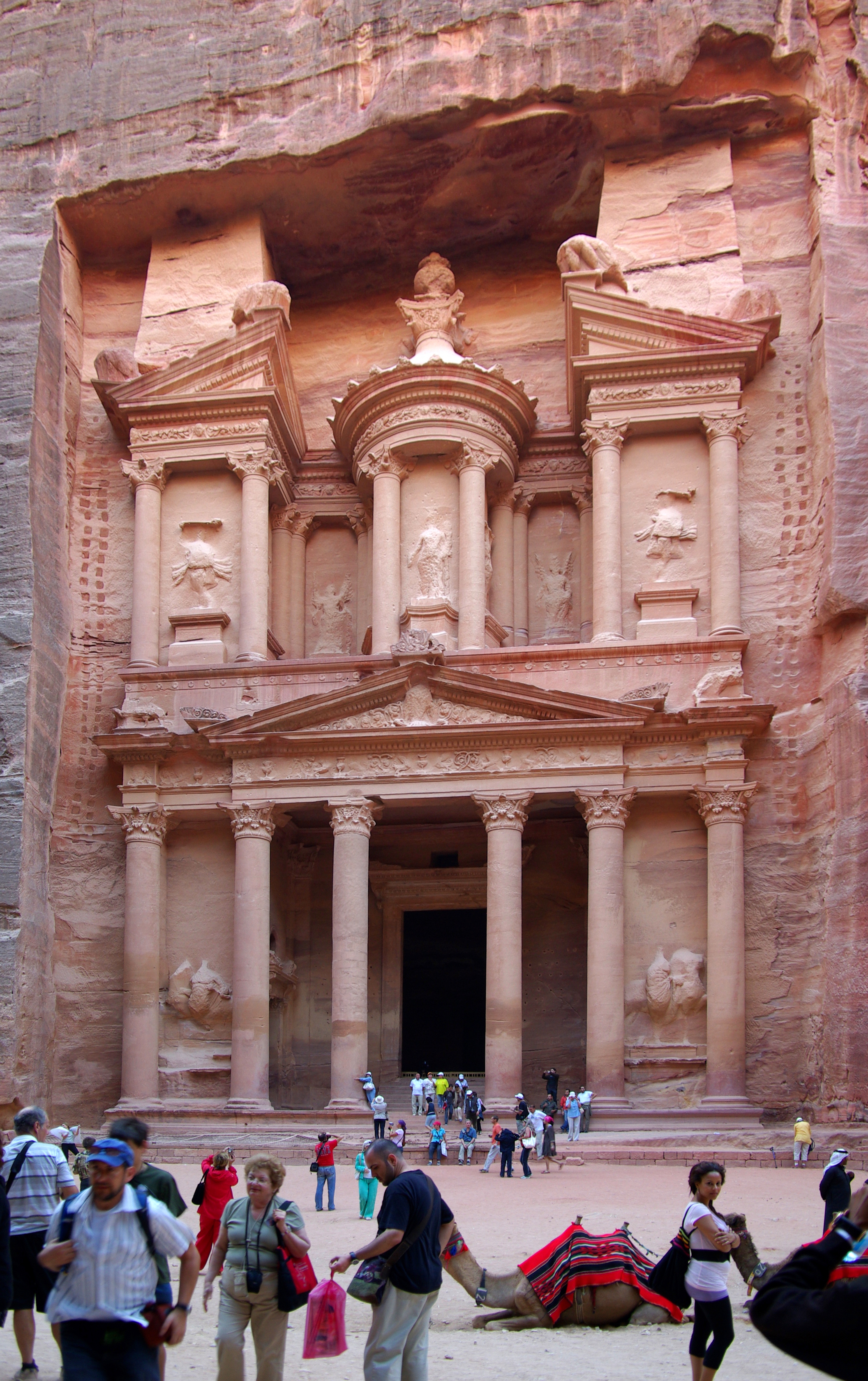
Khazneh, monument iconique de Pétra.

L'art nabatéen est l'art des Nabatéens du nord de l'Arabie. Ils sont connus pour leurs céramiques peintes finement cuites, qui ont été dispersées dans le monde gréco-romain, ainsi que pour leurs contributions à la sculpture et à l'architecture nabatéenne. L'art nabatéen est surtout connu pour les sites archéologiques de Pétra, notamment les monuments de Khazneh et de Deir.

## Céramique

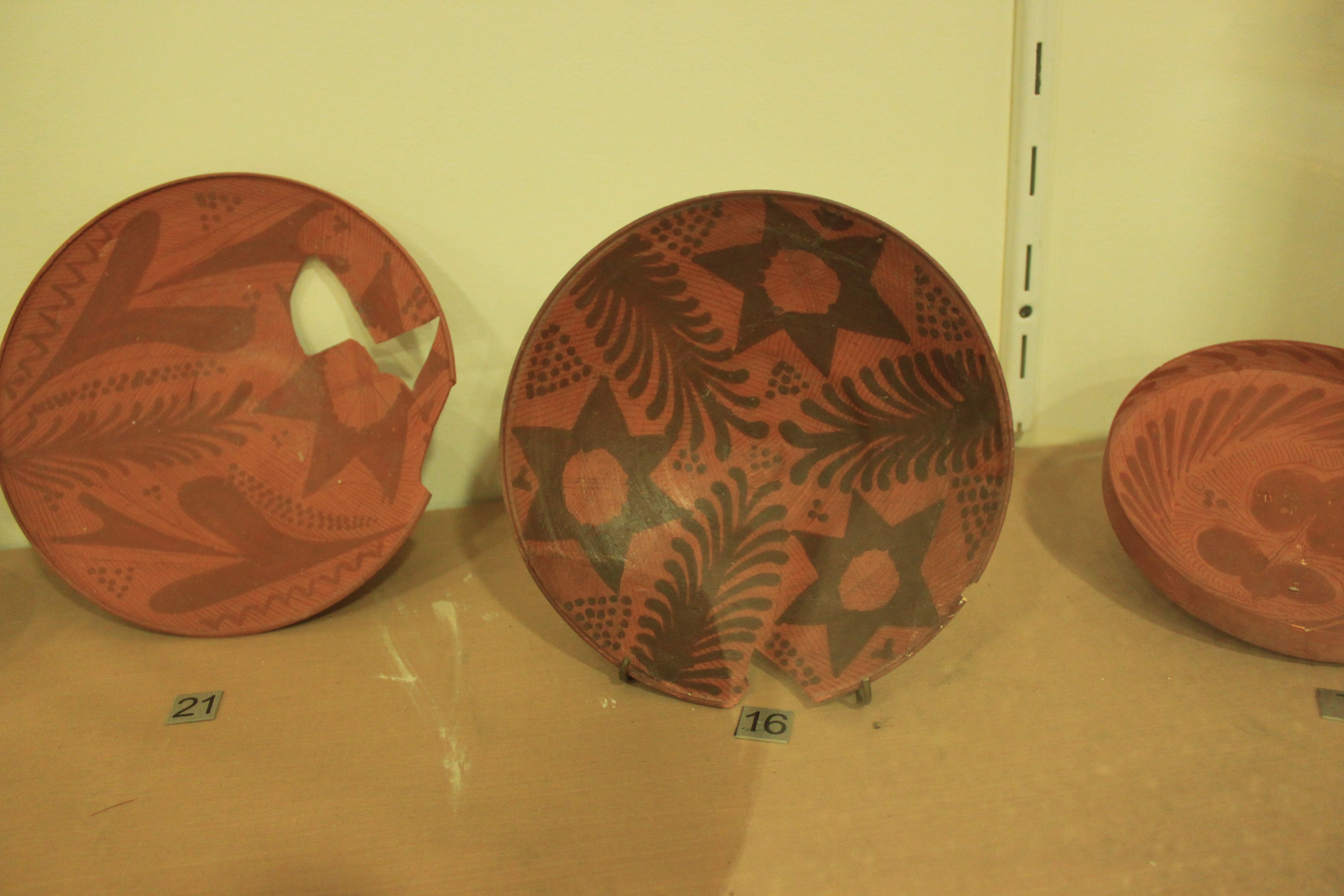
Exemples de céramiques nabatéennes.

La poterie nabatéenne se caractérise par ses parois fines et ses motifs floraux. L'utilisation exclusive de motifs floraux renvoie à l'aniconisme des Nabatéens dans leurs pratiques religieuses. Les motifs sur les pièces sont généralement peints ou pressés sur la surface à l'aide de tampons et de roulettes. Pour donner une finition aux pièces, les fabricants les brunissaient ou utilisaient un procédé de frittage. La plupart des objets sont de couleur rosée, à l'image des falaises qui entourent la ville. Cela s'explique par le fait que les potiers nabatéens utilisaient des pâtes d'argile locales dans leur travail. Les objets nabatéens prennent de nombreuses formes et peuvent être classés en fonction de leur épaisseur, de la forme de leur bord, de leur base et de leur décor. Dans certains cas, les formes des récipients imitent celles des objets en métal de la région. Ces récipients étaient destinés à un usage quotidien et non à des cérémonies, malgré la quantité inhabituellement élevée de tessons brisés trouvés dans les tas d'ordures.

## Architecture

### Tombes

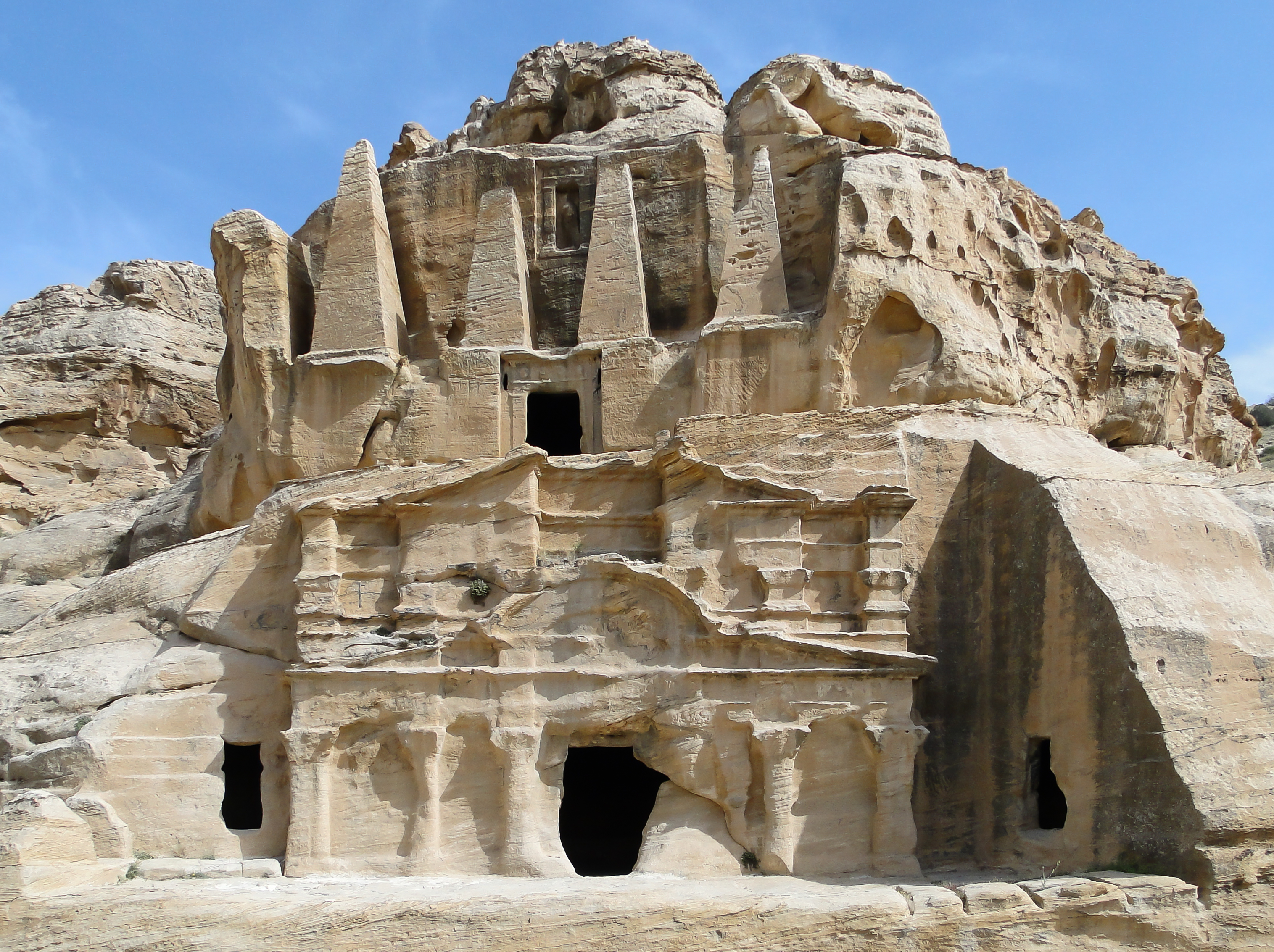
Tombe obélisque et Triclinium, à Pétra.

Les tombes nabatéennes sont principalement des tombes taillées dans la roche : elles sont créées en taillant directement dans le paysage, traditionnellement dans la roche. Ces tombes sont les plus fréquemment découvertes sur les sites archéologiques nabatéens. Près de 900 tombes taillées dans la roche ont été découvertes à Petra et à Hégra. Les tombes nabatéennes sont une fusion des styles hellénistique et romain ainsi qu'une création progressive du style nabatéen. Certaines présentent des caractéristiques d'influence grecque évidente, comme les frontons, les entablatures à métope et triglyphe, et les chapiteaux. Elles étaient construites pour honorer les dieux et les dirigeants, ainsi que pour abriter les générations d'une famille spécifique. Les tombes sont généralement situées à l'intérieur de la ville. Ces tombes sont simples dans leur style mais élaborées dans leur fonction, elles comportent souvent des marches, des plates-formes, des trous de libation, des citernes, des canaux d'eau et parfois des salles de banquet. Beaucoup présentent de nombreuses icônes religieuses, des inscriptions et des sanctuaires associés à des sources, des bassins de captage et des canaux.
Les tombes crénelées sont populaires dans l'architecture nabatéenne. Il existe plusieurs variantes de crénelage, dont le nombre de niveaux varie. Elles ont été créées afin de représenter des fortifications, créant un symbole de villes, de force, de puissance militaire. Plus tard, sous les Perses achéménides, le contexte de la fortification a été supprimé, donnant une plus grande portée à un signe de royauté et d'autorité.
Plusieurs tombes présentent des obélisques à l'extérieur. Les obélisques sont des monuments étroits et effilés, souvent utilisés pour représenter les Nephesh, les dirigeants spécifiques et les dieux des sociétés monolithiques. On les trouve souvent dans l'architecture proche-orientale et égyptienne.
Les tombes aux façades détaillées sont également très populaires dans la communauté nabatéenne. Il existe au total huit types de façades différentes : Pylône simple, Pylône double, Étape, Proto-Hégr, Hégr, Arc, Classique simple et Classique complexe. Le pylône simple, le pylône double, la marche, le Proto-Hegr et le Hegr sont caractérisés par des variations du motif de la patte d'oie, combinées à des éléments de l'architecture classique. Arch, Classique simple et Classique complexe ne comportent que des motifs classiques, auxquels on a donné une interprétation nabatéenne.
À Pétra, il y a une série de tombes appelées les « tombes royales ». Ces tombes sont divisées en quatre sections : la tombe de l'urne, la tombe de la soie, la tombe corinthienne et la tombe du palais. La tombe de l'Urne est construite en hauteur sur le flanc de la montagne et nécessite l'ascension d'un certain nombre d'escaliers. Il a été suggéré qu'il s'agit de la tombe du roi nabatéen Malchus II, mort en 70 apr. J.-C. À côté se trouve la Tombe de la Soie, ainsi nommée en raison de la riche couleur du grès. La tombe corinthienne est la suivante, avec des colonnes corinthiennes grecques. Enfin, la tombe du palais, dont la façade comporte trois étages distincts.

### Triclinium et autres structures commémoratives
Dans la région de Pétra, les fêtes dédiées aux morts se déroulaient dans des tricliniums aménagés dans des grottes artificielles qui, dans certains cas, faisaient partie de grands complexes élaborés, comme celui de Wadi Farasa.

### Temples

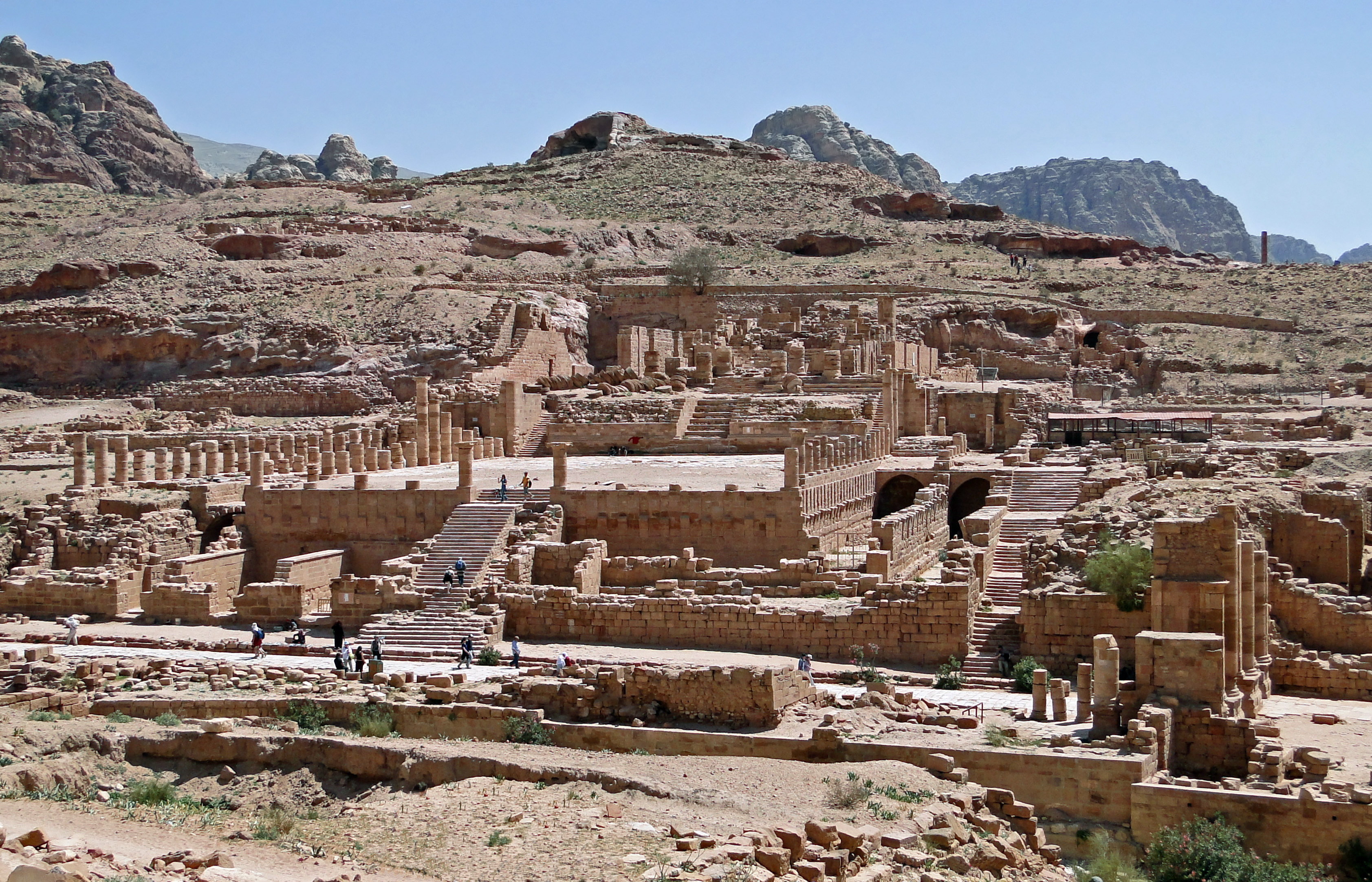
Le Grand Temple de Pétra.

Parmi les temples les plus remarquables de Pétra figurent :
- Grand Temple
- Qasr al-Bint
- Temple des Lions ailés

### Structures résidentielles
Relativement peu de recherches archéologiques ont été menées dans les zones résidentielles de Pétra. Les travaux effectués dans la zone az-Zantour de Pétra ont indiqué qu'il y a eu une évolution de l'habitat non permanent (tentes) vers des structures bâties, la sédentarisation ne s'étant produite que progressivement et les tentes coexistant avec des demeures seigneuriales même dans les phases ultérieures de l'évolution. Même la demeure nabatéenne az-Zantur, bien étudiée, construite en pierre et richement décorée, se composait d'une somptueuse aile de représentation, avec des stucs occidentaux et des fresques, et d'une simple aile résidentielle.

## Sculpture

### Considérations générales

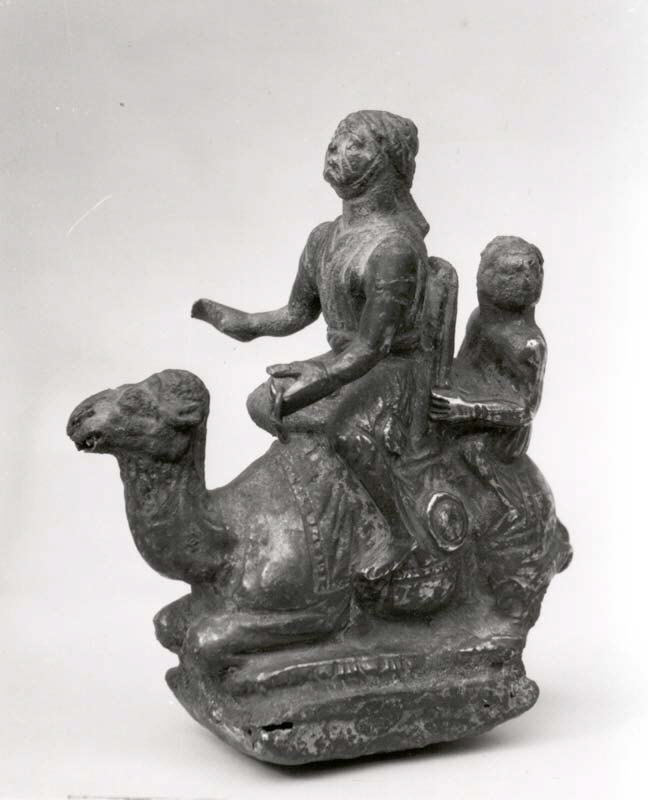
Chameau et cavaliers. Sculpture nabatéenne, ca.

Les premières sculptures nabatéennes présentaient plusieurs caractéristiques de la sculpture romaine, grecque et syrienne. Les cheveux sauvages, les expressions faciales dramatiques et les courbes en S reflétaient le style hellénistique de la sculpture. La sculpture grecque était représentée par les barbes longues et serrées, la symétrie et la perfection du corps humain.
Par la suite, la sculpture nabatéenne est devenue très stylisée. Certains éléments, tels que les cheveux, ont été conservés dans le style gréco-romain, mais beaucoup d'autres choses ont évolué vers ce que l'on comprend aujourd'hui comme étant nabatéen. Ces caractéristiques se retrouvent dans les structures faciales. Les yeux de plusieurs pièces sont représentés avec des yeux semi-circulaires, plats et caricaturaux. Ces mêmes pièces présentent souvent des nez triangulaires et des mentons larges et ronds. Au-delà des formes humaines, la sculpture nabatéenne se présente sous la forme d'animaux tels que des oiseaux, des éléphants et des chameaux.
Un certain nombre de dieux et de déesses différents sont couramment représentés dans la sculpture nabatéenne. La plupart sont des dieux et des déesses qui étaient vénérés par les Nabatéens, mais certains sont représentatifs des croyances grecques, romaines et moyen-orientales. En outre, les zodiaques sont périodiquement représentés dans leurs nombreuses formes d'art. Dusarès était une divinité masculine principale des Nabatéens. Il a été comparé à Zeus dans la culture grecque ainsi qu'à Dionysos. Des exemples de Dusarès ont été trouvés à plusieurs endroits à Petra ainsi qu'à Khirbet et-Tannur. Initialement et traditionnellement, Dusarès était représenté sous une forme aniconique telle qu'un bloc carré, comme c'est le cas des baetyls de Petra, mais on a trouvé une grande quantité de sculptures détaillées de Dusarès. Une pièce spécifique montre un visage hellénistique, montrant l'action et les caractéristiques charnues et vivaces. D'autres dieux couramment étaient représentés : Al-Uzza, Al-Kutbay (en), Niké, et les zodiaques, notamment.

### Bétyles

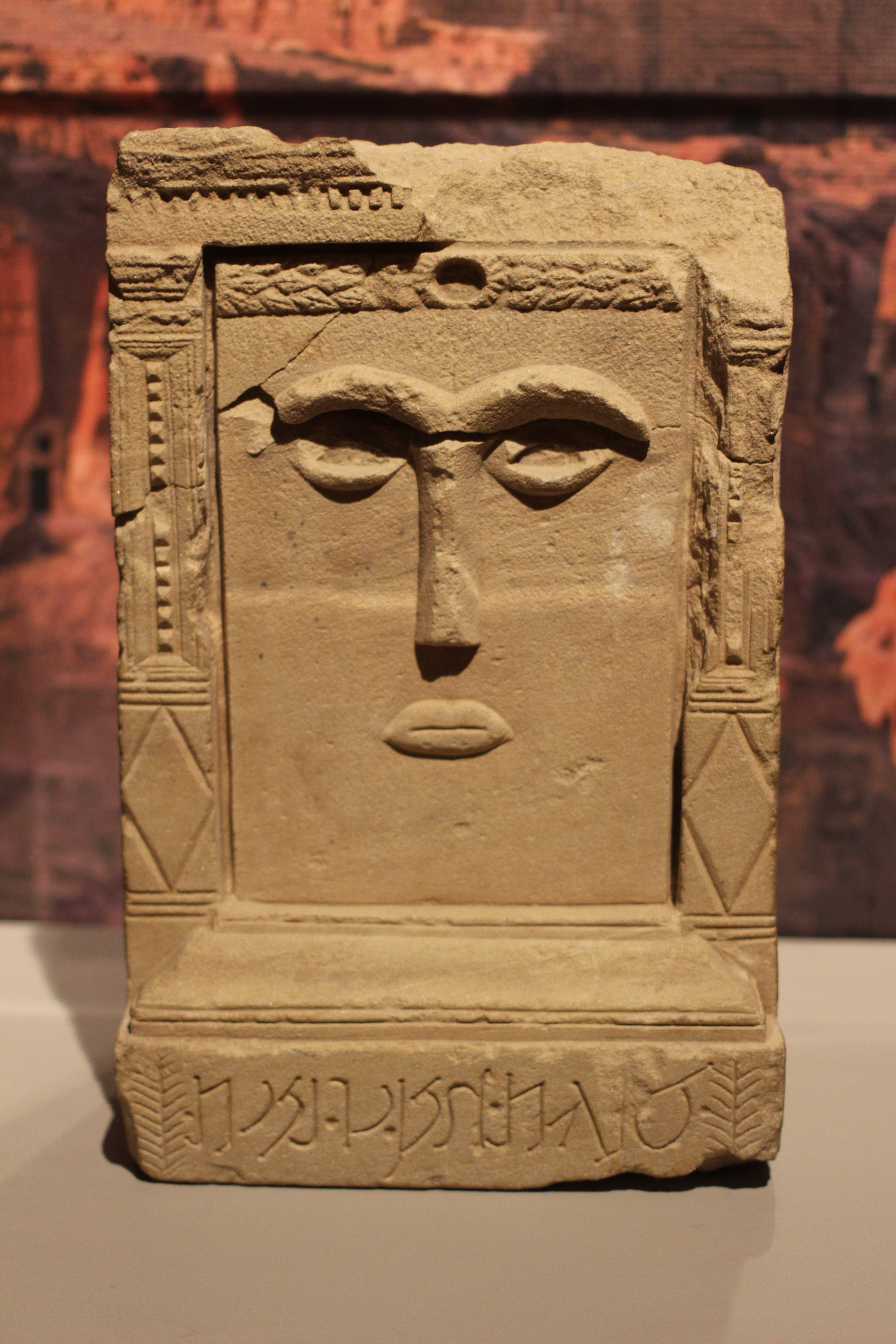
Bétyle nabatéene.

Les bétyles sont un autre moyen utilisé pour la représentation des dieux et des déesses au-delà de la sculpture traditionnelle. Ils apparaissent en abondance dans l'art nabatéen. Ils sont souvent sculptés dans des sanctuaires, dans des lieux publics et privés. Certains ont des piédestaux ou sont placés dans des niches. Les betyls étaient utilisés pour incarner leurs dieux, le plus souvent, mais pas exclusivement, Dusarès. Ils peuvent être de toutes tailles, en groupe ou isolés. Elles apparaissent sous forme de sculptures en relief et en ronde-bosse. Les sculptures sont rectangulaires et non figuratives, bien que dans certains cas elles aient des yeux et un nez stylisés, similaires aux stèles faciales d'Arabie et d'Arabie du Sud.

## Peinture
Peu d'exemples de peinture nabatéenne ont été conservés. La plupart sont des fragments de peintures intérieures purement décoratives. On a cependant pu démontrer qu'ils suivent le style hellénistique contemporain, dont il reste peu de peintures.
En 2010, il a été révélé qu'un biclinium, désormais connu sous le nom familier de « Maison peinte », à Siq al-Barid (surnommée la « Petite Pétra »), en Jordanie, possédait d'importantes fresques au plafond, longtemps dissimulées sous la suie des feux de camp bédouins, ainsi que d'autres inscriptions au cours des siècles suivants. Un projet de restauration de trois ans a permis de les rendre à nouveau visibles. Elles représentent, avec force détails et par le biais de divers supports, notamment des glaçures et des feuilles d'or, des images telles que des vignes et des putti associés au dieu grec Dionysos, ce qui suggère que l'espace a pu être utilisé pour la consommation de vin, peut-être avec des marchands de passage. Outre le fait qu'elles constituent le seul exemple connu de peinture figurative intérieure nabatéenne in situ, elles sont l'un des très rares exemples de peinture hellénistique encore existants, et ont été considérées comme supérieures aux imitations romaines ultérieures du style à Herculanum.